# سهره‌های کوهستانی
سهره‌های چهچهه‌زن (نام علمی: Compsospiza) نام یک سرده از تیره فرخنده است.

## گونه‌ها
- سهره کوهستانی کوچابامبا، Compsospiza garleppi
- سهره کوهستانی توکومان، Compsospiza baeri